# カテナチオ
カテナチオ（伊: Catenaccio 発音: [kateˈnattʃo] カテナッチョ、意味: 閂〈かんぬき〉）とは、1950年代 - 1960年代にイタリアで流行した堅守速攻サッカーの戦術。

## 概要
世界では堅守速攻の総称として「カテナチオ（Catenaccio）」の用語が用いられているが、日本ではカテナチオは堅守速攻の中の一戦術として用いられることが多い。
カテナチオという言葉はイタリア語で「掛けがね」や「閂」（かんぬき）という意味である。ディフェンスラインの後ろで左右に動くスイーパーの動きが閂を差す動きに似ていた事が名前の由来。カギを掛けたように守備が堅い戦術という意味もある。多くの選手が自陣に引いてしっかり守るという堅い守備で、前線の数人だけで素早く得点を取るというイタリアの堅守速攻サッカーの戦法である。サッカーにおいて堅実な試合運びを好み、内容よりも結果を重視するイタリア人らしい戦術である。
カテナチオの起源はカール・ラパンのベロウ・システムである。ディフェンスラインの後ろに「Verrouller」（完全に守備的な選手を置く戦術）をイタリアの各クラブチームが採用し、発展させたのがカテナチオであり、イタリアで初めてカテナチオを取り入れた人物であるネレオ・ロッコのパドヴァや、エレニオ・エレーラのインテル、等が代表的である。エレーラは1960年代にこの戦術を用いて国内リーグ・タイトルやヨーロッパ・チャンピオンズカップを勝ち取り、チームは「グランデ・インテル」と呼ばれた。
エレーラのカテナチオはマンツーマンで守る4人のマンマーカーの後ろに、この4人が逃した相手アタッカーを捕まえる守備の選手を置くというものであった。この選手はマンマークの守備から自由であったことから、イタリア語で「自由」を意味するリベロと呼ばれるようになった。1-4-3-2のシステムで4人のフルバックが相手の4人のフォワードをマンマークし、その後ろで余ったリベロがそのカバーリングを行った。その後にフォワードの数が1人減った4-3-3のフォーメーションが現れると、フルバックが1人減った1-3-3-3へと変化したが、基本的には同じである。3人のフルバックのうち右のフルバックは守備専門であるが、左はオーバーラップして攻撃参加するテルツィーノ・フルイディフィカンテであった。
自陣ゴール前に多くの選手を配置することで失点を抑え、手堅く勝利することや引き分けるための堅守を徹底する戦術をパーク・ザ・バスという。

## 日本におけるカテナチオに類する事例
日本では堅守速攻が得意なチームに対して「カテナチオ」をもじった愛称が付けられることがある。
水戸ホーリーホック、2003年
「水戸ナチオ」
当時J2に在籍。新監督となった前田秀樹は他クラブに劣っていた資金面・戦力面を、徹底した専守防衛で補おうとした。守備時は全選手が自陣深くまで引き、攻撃はカウンター一筋でポゼッションは半ば放棄していた。一部サポーターが「水戸ナチオ」と呼ぶようになり、2007年以降攻撃的サッカーへ転換するが、水戸を代表する代名詞として用いられている。

横浜FC、2006年
「ハマナチオ」
当時J2に在籍。第2節から高木琢也が監督として指揮すると、第18節まで15試合連続無敗。当時のJリーグ記録となる無失点継続時間「770分」を達成した。

大分トリニータ、2008年
「カメナチオ」
当時J1に在籍。監督のシャムスカは相手を研究する能力に定評があり、率いた4年間で固定されていた守備陣の連携はリーグトップの堅守に繋がった。失点数「24」、無失点試合数「17」はリーグ記録。名称はこの年に誕生した亀をイメージしたクラブマスコット「ニータン」に因む。

大宮アルディージャ、2013年
「アルナチオ」
当時J1に在籍。ズデンコ・ベルデニックが監督に就任し、守備徹底と攻守切り替えの速い堅守速攻を徹底し、崩壊していた守備を立て直した。当時のJリーグ記録となる21試合連続無敗を記録した。

名古屋グランパス、2020 - 2021年
「カテナゴヤ」、「グラナチオ」
当時J1に在籍。フィッカデンティは前年まで守備が崩壊していたチームを堅守速攻型へと再編。無失点試合数「17」は2008年の大分と並ぶリーグ記録タイ。翌2021年には同一シーズンにおける連続無失点試合「9」、無失点継続時間「823分」のリーグ記録を更新した。

湘南ベルマーレ、2021年
「ベルナチオ」
当時J1に在籍。堅守を土台にした全員で守り切る戦術で、7試合連続無敗のクラブ新記録を樹立した。

### ワールドカップ代表
2010 FIFAワールドカップでは日本代表は一部マスコミから「オカナチオ」と呼ばれた。監督である岡田武史の名前に因んだ名前であり、本大会直前の試合で良い結果を得られずにグループリーグ初戦で一転して守備に重点を置いたフォーメーションに変更したことに起因する。その結果、自国開催であった2002年大会以外の初勝利、初の決勝トーナメント進出を果たした。
2022 FIFAワールドカップでは日本代表はスペイン戦にて5-4-1の可変カテナチオ堅守速攻を使用し、パス1000回を駆使したスペイン相手に僅かシュート6回の堅守で勝利し、日本代表がスペイン代表に勝利したのは史上初となった。